# Stead (cantante)
Stead, pseudonimo di Stefano Antoci D'Agostino (Ragusa, 13 settembre 1978), è un cantante, chitarrista e polistrumentista italiano, residente a Londra.

## Biografia
Durante i primi anni di infanzia si trasferisce con la famiglia nella periferia nord di Milano, dove comincia la sua attività musicale in veste di chitarrista della band locale Memorìa Perduta, in cui milita il fratello maggiore Marco.
Nel 1998 insieme a Marco Tiberini, Daniele Antonino, Antonio Macchia e Danilo Torretta fonda la band Mud Hair Jongleur della quale sarà principale autore di musica e testi, chitarrista e cantante per circa 8 anni. Successivamente al primo EP White, auto-prodotto, i Mud Hair Jongleur debuttano discograficamente nel 2000 con l'album The way that tree bends (Alom Records/Alesis), prodotto dal manager britannico Larry Imevbore (già collaboratore della band britannica UB40). Il secondo album della band esce nel 2004 con il titolo The Sunlover's Tale (Pajsm Records/ESP). L'album è prodotto in collaborazione con Nicolò Zaganelli (Moltheni, Amor Fou), futuro proprietario dell'agenzia di promozione ed etichetta discografica Artevox. RockIt, webzine promotrice del celebre MI AMI Festival, definisce The Sunlover's Tale come "un disco estremamente piacevole, un lavoro che colpisce per puntualità e pulizia del suono". I Mud Hair Jongleur partecipano in quegli anni al Pistoia Blues Festival, registrano una lunga intervista-concerto per l'emittente Radio Popolare e si esibiscono in apertura a note realtà musicali di livello nazionale ed internazionale come Deep Purple, Jonny Lang,, Bluvertigo, Verdena, Punkreas, Vallanzaska.

### 2006 - 2011: La stagione dei viaggi ed il progetto solista Stead
Nel 2005, durante un breve soggiorno newyorkese approccia per la prima volta la musica folk e dà vita al progetto solista "Stead". Rientrato a Milano esordisce nel 2008 con l'EP 2007  (autoproduzione/MOM) che RockIt definisce come "Un album a metà strada tra Jeff Buckley e Damien Rice, con una piacevole sfumatura tutta mediterranea", definizione ripresa dal Corriere della Sera che, nel presentare le date del tour 2007, scrive di uno "stile che eredita la lezione di Jeff Buckley e Damien Rice". Segue un triennio di intensa attività live che porta l'artista sui palchi di mezza Europa attraverso tre tour europei e due tour italiani. Nei ritagli di tempo Stead inizia a registrare parte del materiale che finirà poi su Rough, collabora alle registrazioni del secondo album della band post-rock Juda, alle registrazioni del disco, di prossima uscita, della cantautrice tedesca Julia A. Noack e dà vita alla rassegna musicale Milano Open Mic (kermesse milanese che nel corso di più di due anni ospiterà più di 100 interpreti del panorama cantautorale indipendente italiano, tra i quali Alessandro Grazian e Paolo Saporiti. In questo periodo il suo stile rimarrà fortemente influenzato dai frequenti contatti con le sfumature lo-fi della scena underground di Berlino, dove si soffermerà di sovente prima del suo successivo e definitivo trasferimento a Londra, città dove attualmente risiede e dove ha fondato la comunità di artisti indipendenti del BTZK.

### 2012:RougheRough Out
Nel 2012 esce Rough (Dit Records - BTZK London/CdBaby), vero e proprio esordio discografico del progetto Stead. L'album è registrato nel corso degli anni precedenti e prodotto in collaborazione con Cesare Basile, cantautore catanese, che ne influenzerà significativamente lo stile. L'album ospita le partecipazioni di noti artisti della scena indipendente italiana quali il cantautore americano Dave Muldoon, Giuliano Dottori e lo stesso Basile. A Rough fa da contraltare la pubblicazione di Rough Out, raccolta di rarità pubblicata attraverso il portale americano bandcamp ed il sito dell'artista. La release dell'album è accompagnata dai singoli ed i videoclip dei brani Instead e Repetitive. La rivista Rolling Stone definisce Rough come "un delicato e introspettivo album acustico con un respiro davvero internazionale". La webzine Shiver ne parla come di un "capolavoro underground" e la rivista Rumore gli attribuisce i caratteri di un "folk-rock minimale, intimo, epidermico, intenso e prezioso" ritenendolo "un connubio piacevolmente insolito e prodigo di carattere". Rockit scrive di "un disco senza forzature e trucchi, che lascia intravedere qualcosa di davvero molto vicino all'incanto" e aggiunge "un bellissimo esempio di cantautorato folk e lo-fi".

## Discografia
- 2000 - The way that tree bends (Mud Hair Jongleur)
- 2004 - The Sunlover's Tale (Mud Hair Jongleur)
- 2008 - 2007 EP
- 2012 - Rough
- 2012 - Rough Out